# Juuse Saros
Juuse Saros (Forssa, Finlandia, 19 de abril de 1995), apodado Juice, es un jugador profesional finlandés de hockey sobre hielo que se desempeña en la posición de guardameta en Nashville Predators, equipo de la National Hockey League (NHL).

## Carrera
Fue seleccionado en la cuarta ronda en la NHL Entry Draft de 2013. En 2015 hizo su debut profesional con el equipo Nashville Predators, donde lleva jugando nueve temporadas.